# Jeanne d'Orléans (1462-1520)
 (septembre 2017).
Si vous disposez d'ouvrages ou d'articles de référence ou si vous connaissez des sites web de qualité traitant du thème abordé ici, merci de compléter l'article en donnant les références utiles à sa vérifiabilité et en les liant à la section « Notes et références ».
Jeanne d'Orléans (1462-1520) est une princesse du royaume de France.

## Famille
Elle est la fille de Jean d'Orléans et de Marguerite de Rohan, la sœur de Charles d'Orléans, et la tante paternelle du roi François Ier.

## Mariage et descendance
Elle a été mariée à Charles-François de Coëtivy, comte de Taillebourg et prince de Didonne, fils d'Olivier de Coëtivy et de Marie de Valois. Le couple eut une fille unique:
- Louise de Coëtivy (1485-1533), épouse le 7 février 1501 Charles de La Trémoïlle (1485-1515), dont un fils, François de La Trémoille.